# Bojan Šaranov
Bojan Šaranov (n. 22 septembrie 1987) este un fotbalist sârb, care joacă pentru Partizan în Superliga Serbiei. În 2011, a jucat pentru Echipa națională de fotbal a Serbiei.

## Palmars

### Individual
- Superliga Serbiei Echipa sezonului: 2010–11